# Талијум
Талијум (Tl, лат. thallium) метал је IIIА групе са атомским бројем 81. По боји у спектру назван је талијум од грчке речи thallos, што значи зелена гранчица. Талијум је меки, сиви постпрелазни метал  групе периодног система елемената који се не налази слободан у природи. Када се издвоји у чистом облику сличан је калају, али изложен ваздуху мења боју. Хемичари Вилијам Крукс и Клод-Огаст Лами су независно један од другог открили талијум 1861. у остацима након производње сумпорне киселине. Они су користили новоразвијену методу пламена спектроскопија|пламене спектроскопије при којој талијум даје карактеристичне зелене спектралне линије. Крукс је овом елементу дао име талијум из грчког θαλλός (thallos) у значењу „зелена гранчица”. Годину касније, Лами је електролизом такође издвојио чисти талијум.
Талијум се претежно оксидује у оксидационим стањима +3 и +1 у виду јонских соли. Стање +3 наликује другим елементима из талијумове групе (бор, алуминијум, галијум, индијум). Међутим, стање +1 које је далеко познатије код талијума него код споменутих елемената, подсећа на хемију алкалних метала, а јони талијума(I) су пронађени геолошки углавном у рудама на основу калијума. Ако се унесу у организам, јони талијума се понашају у многим особинама попут јона калијума (+) те их јонска пумпа у живим ћелијама на исти начин користи.
У индустријском обиму, талијум се не добија из руде калијума, већ као нуспроизвод рефинирања сулфидних руда тешких метала. Око 60-70% произведеног талијума троши се у електроничкој индустрији а остатак користе фармацеутска индустрија и производња стакла. Такође се користи и у инфрацрвеним детекторима. Радиоактивни изотоп талијум-201 (као растворљиви хлорид TlCl) користи се у малим, неотровним количинама као средство за скенирање у нуклеарној медицини, током једне врсте радиоактивног теста рада срца. Растворљиве соли талијума (од којих су многе готово без укуса) су веома отровне у већим количинама, а историјски су се користиле као отров за пацове и инсектицид. Кориштење ових једињења је забрањено у многим државама због њихове неселективне токсичности. Занимљиво је да тровање талијумом има за резултат испадање косе. Због своје популарности кроз историју као средство за тровање, талијум је стекао статус као отров тровача (заједно са арсеном).

## Историја
Талијум (грч. θαλλός, лат. thallos, у значењу „зелена гранчица”) откривен је помоћу пламене спектроскопије 1861. године Име му потиче од светлих зелених спектралних емисионих линија.
Након што су Роберт Бунзен и Густаф Кирхоф објавили побољшану методу пламене спектроскопије и открића цезијума и рубидијум 1859. и 1860, пламена спектроскопија је постала прихваћена метода за одређивање састава минерала и хемијских производа. Вилијам Крукс и Клод-Огаст Лами су такође почели да користе ову нову методу. Крукс ју је користио за спектроскопско одређивање телура у једињењима селена чуваних у оловним посудама у фабрици сумпорне киселине у близини села Аберод у планинском венцу Харц. За своје проучавање селен цијанида добио је узорке неколико година раније од Огаста Хофмана.
Године 1862. Крукс је успео да издвоји мале количине новог елемента и да одреди особине неколико једињења. Клод-Огаст Лами је користио спектрометар сличан Круксовом за одређивање састава супстанци које су садржавале селен, а које су се издвојиле током производње сумпорне киселине из пирита. Он је такође приметио нову зелену линију у спектру и закључио да је присутан неки нови елемент. Лами је овај материјал добио из фабрике сумпорне киселине његовог пријатеља Фреда Кулмана, а тај нуспроизвод је био доступан у великим количинама. Лами је из тог извора почео да изолује нови елемент. Чињеница да је Лами могао да ради с великим количинама талијума омогућила му је да одреди особине неколико његових једињења, а осим тога успео је и да сачини мали ингот металног талијума, топећи талијум добијен електролизом из талијумових соли.
Оба научника која су независно открила талијум и извршила већи део посла, нарочито издвајање металног талијума које је учинио Лами, ипак је Крукс тежио да осигура своје место као првог откривача. Лами је добио медаљу на Међународној изложби у Лондону 1862. за откриће новог и врло великог извора талијума, а након жестоког протеста и Крукс је такође добио медаљу за талијум, за откриће новог елемента. Контроверза између два научника настављена је током 1862. и 1863. Ипак, дискусија и препирка је утихнула након што је Крукс изабран за члана Краљевског друштва у јуну 1863.
Претежна употреба талијума у то време била је у виду отрова за глодаре. Након неколико несретних случајева, овај отров је забрањен за употребу у САД председничком извршном уредбом број 11643 у фебруару 1972. У наредним годинама, и многе друге државе су такође забраниле употребу талијума као отрова за глодаре.

## Особине
Талијум је екстремно мек, кован метал који се врло лако може резати ножем при собној температури. Има метални сјај, а када се изложи ваздуху врло брзо тамни са плаво-сивом нијансом дебелог слоја оксида, слично олову. Елементарни талијум се може заштитити од оксидације чувањем у нафти. У присуству воде настаје талијум-хидроксид. Сумпорна и азотна киселина врло брзо растварају талијум дајући соли талијум(I)-сулфата односно талијум(I)-нитрата, док хлороводонична киселина с њим гради нерастворљиво једињење талијум(I)-хлорид. Његов стандардни електродни потенцијал износи -0,34, што је незнатно више од потенцијала жељеза (-0,44).

### Хемијске
Два основна оксидациона стања талијума су +1 и +3. У оксидационом стању +1 већина његових једињења је доста слична одговарајућим једињењима калијума и сребра (јонски радијус талијума(I) је 1,47 Å док код калијума износи 1,33 Å а код сребра 1,26 Å), што је један од разлога зашто се талијум сматрао алкалним металом у Европи неколико година непосредно након открића. На пример, у води растворљиви и веома базни талијум(I)-хидроксид реагује са угљен диоксидом дајући у води растворљиви талијум карбонат. Сличност са једињењима сребра посматрана је код халида, оксида и сулфидних једињења. Талијум(I)-бромид је фотосензитивно жуто једињење врло слично сребро бромиду, док су црни талијум()-оксид и талијум(I)-сулфид веома слични сребро оксиду и сребро сулфиду.
Једињења са оксидационим стањем +3 слична су одговарајућим једињењима алуминијума(III). Она су умерено јака оксидацијска средства, као што то показује и потенцијал редукције од +0,72 V за (č). Талијум(III)-оксид је црно једињење у чврстом стању који се распада на температури изнад 800 ° дајући талијум()-оксид и отпуштајући кисеоник.

### Изотопи
Талијум има 25 изотопа са атомским масама које се крећу у распону од 184 до 210. 203 и 205Tl су једини стабилни изотопи, док је 204Tl најстабилнији радиоактивни изотоп са временом полураспада од 3,78 година. Изотоп 205Tl представља коначни производ распада 4n+1 радиоактивног ланца (такође познатог и као нептунијумова серија)
Изотоп 202 (време полураспада 12,23 дана) се може добити у циклотрону, док 204 се може произвести неутронском активацијом стабилног талијума у нуклеарном реактору. Изотоп 201 (време полураспада 73 сата), распада се електронским захватом дајући Hg и x-зраке (енергије 70-80 keV) те фотоне енергија 135 и 167 keV у односу од 10% од укупне количине; због тога тај изотоп има врло добре особине давања рендгенске слике без излагања пацијента прекомерној дози зрачења. Он је један од најпопуларнијих изотопа који се користе за радиографску сцинтиграфију миокарда. Изотоп 208 (време полураспада 3,05 минута) налази се у природном ланцу распада торијума. Његови изражајни гама-зраци од 2615 keV су доминантна високоенергетска обележја која се могу посматрати у природном позадинском зрачењу.